# Acanthagrion cuyabae
Acanthagrion cuyabae är en trollsländeart som beskrevs av Philip Powell Calvert 1909. Acanthagrion cuyabae ingår i släktet Acanthagrion och familjen dammflicksländor. IUCN kategoriserar arten globalt som livskraftig. Inga underarter finns listade i Catalogue of Life.